# Convenio de Reconocimiento de Lisboa
El Convenio de Reconocimiento de Lisboa, cuyo nombre completo es "Convenio sobre Reconocimiento de Cualificaciones Relativas a la Educación Superior en la Región Europea", es un convenio internacional del Consejo de Europa, elaborado conjuntamente con la Unesco. Ha sido firmado por todos los 47 miembros del Consejo de Europa, excepto por Grecia, Mónaco y San Marino. Fue firmado, pero aún no ratificado, por Italia. También fue firmado por otros países, no miembros del Consejo de Europa, como Australia, Bielorrusia, Canadá, los Estados Unidos, Israel, Kazajistán, Kirguistán, Nueva Zelanda, la Santa Sede y Tayikistán.

## Objetivos del Convenio
El Convenio estipula que las titulaciones universitarias y el tiempo de estudio debe reconocerse a no ser que la institución encargada del reconocimiento pueda probar que existen diferencias sustanciales. Los estudiantes y graduados tienen derecho a procedimientos justos, de acuerdo con el Convenio.
El Convenio se llama así por la ciudad de Lisboa, donde fue firmado en 1997. Aunque la entrada en vigor prevista fue el 1 de febrero de 1999, se aplazó en diversos países hasta la ratificación del Convenio. Por ejemplo, en España no entró en vigor hasta diciembre de 2009.

## Proceso de Bolonia
El Convenio de Reconocimiento de Lisboa es un instrumento importante para el desarrollo del proceso de Bolonia, cuyo objetivo es crear el "Espacio Europeo de Educación Superior, haciendo que los tipos de titulación y los mecanismos de control de calidad fueran más comparables y compatibles en toda Europa.

## Trasfondo histórico
La posibilidad de que estudiar en universidades extranjeras fue reconocida como elemento esencial de la integración europea desde la fundación del Consejo de Europa en 1949. El Consejo elaboró diversos tratados internacionales al respecto: en 1952 se reconoció el derecho a la educación en el artículo 2 del primer protocolo de la Convención Europea de Derechos Humanos, en 1959 se completó la redacción del Convenio Europeo sobre el Reconocimiento Académico de Cualificaciones Universitarias, en 1969 se completó el Acuerdo sobre el pago continuado de becas a estudiantes en el extranjero, y en 1990 el Convenio Europeo sobre la Equivalencia General de Periodos de Estudio Universitarios.
Además, el artículo 2 de la Convención Cultural del Consejo de Europa, fechada en 1954, prevé que cada una de las partes firmantes (en general, estados) deberá, en lo posible: animar a que sus ciudadanos estudien las lenguas, la historia y la civilización de las demás partes firmantes; garantizar que dichas partes puedan promover dicho estudio en el territorio de aquella; promover el estudio de su lengua o lenguas, su historia y civilización en el territorio de las demás, y garantizar que los ciudadanos de las demás partes sigan tales estudios en el territorio de aquella.